# Patriot Sejdiu
Patriot Sejdiu (* 5. Mai 2000 in Priština, Bundesrepublik Jugoslawien, heute Pristina, Kosovo) ist ein kosovarisch-schwedischer Fußballspieler.
Er steht bei seinem Jugendverein Malmö FF in Schweden unter Vertrag und ist seit Sommer 2024 an den niederländischen Zweitligisten Roda JC Kerkrade verliehen. Zudem ist der kosovarisch-schwedische Doppelstaatsbürger Sejdiu U21-Nationalspieler Kosovos.

## Karriere

### Verein
Patriot Sejdiu wuchs in Schweden auf und begann mit dem Fußballspielen bei Hörby FF, ehe er über einen Umweg bei Södra Rörums FF in der Jugendabteilung von Malmö FF landete. Er wurde Ende Januar 2020 an Dalkurd FF verliehen und gab am 16. Juni 2020 beim torlosen Unentschieden im Zweitligaspiel bei Akropolis IF sein Profidebüt. Mehr oder weniger kam Sejdiu regelmäßig zum Einsatz, bis er sich eine Kreuzbandverletzung zuzog. Sein Leihvertrag lief aus und dies war gleichbedeutend mit seiner Rückkehr nach Malmö. Dort kam Patriot Sejdiu in der Saison 2021 nicht zum Einsatz und sein erstes Pflichtspiel für die Profimannschaft seines Jugendvereins war der 5:1-Sieg im schwedischen Pokal am 26. Februar 2022 bei Ängelholms FF. In der Liga kam er in der Saison 2022 zu 19 Einsätzen und vier Toren. Einen Platz in der Stammelf hatte Sejdiu in der Saison 2023 nicht inne und im Sommer besagten Kalenderjahres folgte eine Leihe.
Er wurde im August 2023 mit einer Kaufoption an den niederländischen Zweitligisten NAC Breda verliehen. Gleich in seinem ersten Spiel gelang Patriot Sejdiu sein erstes Tor für Breda, als er beim Auswärtsspiel gegen den FC Dordrecht in der fünften Minute der Nachspielzeit den Treffer zum 2:2 erzielte und somit seinem Verein einen Punktgewinn sicherte. Schnell erkämpfte er sich einen Stammplatz und wurde dabei als rechter Außenstürmer eingesetzt, zog sich aber bald eine Oberschenkelverletzung zu. Nachdem sich Sejdiu auskuriert hatte, war er bald wieder Stammspieler, musste aber am 32. Spieltag bei der 1:2-Niederlage gegen MVV Maastricht eine Gelbsperre absitzen und wurde später vor dem Auswärtsspiel am 33. Spieltag gegen den FC Groningen suspendiert. In der Folgezeit gehörte er nicht mehr dem Spieltagskader an. Sein Leihvertrag lief aus, woraufhin er zunächst zu Malmö FF zurückkehren musste. Diese verliehen ihn aber im Juli 2024 erneut an einen Zweitligisten aus den Niederlanden, nun an Roda JC Kerkrade.

### Nationalmannschaft
Patriot Sejdiu war Nationalspieler des Kosovo auf U21-Ebene und absolvierte am 25. März 2022 beim torlosen Unentschieden gegen Slowenien sein einziges Spiel für diese Auswahlmannschaft.